# 아이네이아스

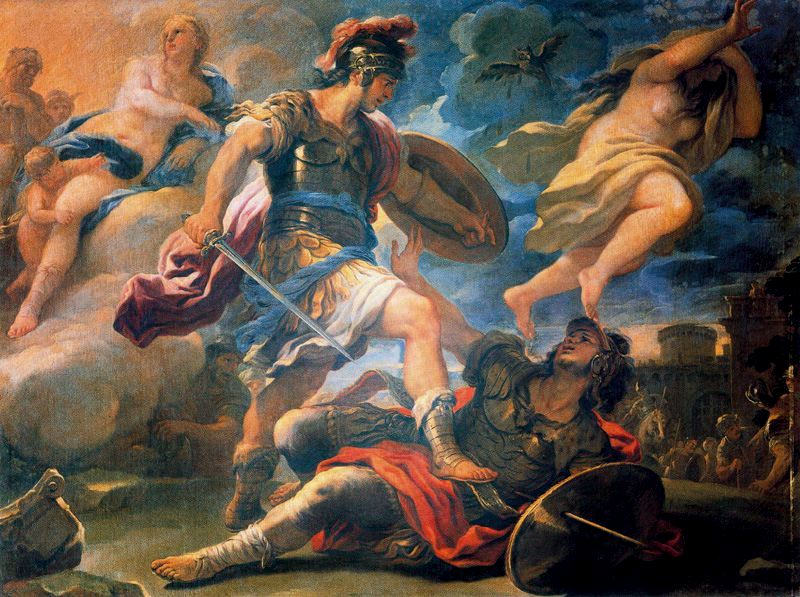
아이네이아스와 투르누스

아이네이아스(고대 그리스어: Αἰνείας / 라틴어: Aeneas)는 필멸자 앙키세스와 아프로디테(베누스) 여신의 아들로, 트로이 전쟁의 영웅 중 한 명이다. 베르길리우스는 <아이네이스>에서 아이네이아스를 주인공으로 놓고 찬미한다.
아스카니우스의 아버지이기도 한 아이네이아스는 로마의 기원이 되는 라비니움의 전설적인 건국자이자, 로마 왕국의 시조이다. 라티누스 왕은 아이네이아스에게 자신의 딸 라비니아를 시집보냈다. 아이네이아스는 이 두 번째로 맞이한 아내, 라비니아의 이름을 따서 라비니움이라 칭해진 도시를 다스렸다.

## 로마 문학과 신화
<아이네이스>에 따르면 아이네이아스는 트로이를 떠난 뒤 카르타고에 닿아 그곳의 여왕 디도와 사랑을 나누는 등 7년 동안의 유랑 끝에 이탈리아의 라티움에 상륙하였다. 아이네이아스는 그곳의 왕 라티누스의 딸 라비니아와 결혼하여 새로운 도시 라비니움을 건설하였고 이후 로마 제국의 건국 시조로 묘사되었다. 또한 아이네이아스가 로마 로물루스와 레무스의 조상이라는 로마 건국 신화도 있다. 또한 아이네이아스의 증손이 영국으로 이주하여 최초의 영국 왕이 되었다고도 한다.

## 같이 보기
- 쿠마에 무녀
- 호메로스
- 베르길리우스
- 오비디우스
- 티투스 리비우스
- 다레스 프리기누스